# Jonathan Harker
Jonathan Harker est le principal protagoniste du roman Dracula de Bram Stoker (1897). Fiancé à Mina Murray, c'est un jeune clerc de notaire droit, volontaire et classique. Il part conclure une affaire avec le comte Dracula en Transylvanie où il découvre un univers parallèle peuplé de vampires et de créatures insoupçonnées. Son séjour au château prendra très vite une tournure inattendue (il est « prisonnier » de Dracula).

## Interprètes

### Cinéma
- Gustav von Wangenheim (Thomas Hutter) dans Nosferatu le vampire (1922)
- David Manners dans Dracula (1931)
- Barry Norton (Juan Harker) dans Dracula (1931, version espagnole)
- John Van Eyssen dans Le Cauchemar de Dracula (Horror of Dracula) (1958)
- Fred Williams dans Les Nuits de Dracula (Nachts, Wenn Dracula erwacht) (1970)
- Bosco Hogan (en) dans Comte Dracula (Count Dracula) (1977)
- Bruno Ganz dans Nosferatu, fantôme de la nuit (Nosferatu: Phantom Der Nacht) (1979)
- Trevor Eve dans Dracula (1979)
- Keanu Reeves dans Dracula (Bram Stoker's Dracula) (1992)
- Steven Weber dans Dracula, mort et heureux de l'être (Dracula: Dead and Loving It) (1995)
- Hardy Krüger Jr. dans Dracula (2002)
- Johnny A. Wright dans Dracula, pages tirées du journal d'une vierge (Dracula: Pages from a Virgin's Diary) (2002)

### Télévision
- Rafe Spall dans Dracula (2006)
- John Heffernan dans Dracula (2020)

### Comédie Musicale
- Julien Loko dans Dracula, l'amour plus fort que la mort (2011)